# FCロスキレ
FCロスキレ（英語: FC Roskilde）は、デンマークのロスキレをホームタウンとするサッカークラブ。

## 歴史
2004年1月19日、Himmelev-Veddelev BoldklubとSvogerslev Boldklub、ロスキレ・ボルドクラブ・ア1906（Roskilde Boldklub af 1906）が合併し、FCロスキレASが創設された。2013-14シーズンのセカンドディビジョンで優勝し、ファーストディビジョンに昇格した。

## 過去の成績
| シーズン | リーグ                    | 順位 | 試 | 勝 | 分 | 敗 | 得 | 失 | 差  | 点 | デンマーク・カップ |
| -------- | ------------------------- | ---- | -- | -- | -- | -- | -- | -- | --- | -- | ------------------ |
| 2013-14  | セカンドディビジョン 東部 | 01位 | 30 | 26 | 2  | 2  | 88 | 22 | +66 | 80 |                    |
| 2014-15  | ファーストディビジョン    | 09位 | 33 | 10 | 8  | 15 | 40 | 38 | +2  | 38 |                    |

## 歴代所属選手
- イェスパー・クリスティアンセン 1997-1998
- ミッケル・ティゲセン 2015-
- フレデリク・スクラム 2016-